# Eukiefferiella halvorseni
Eukiefferiella halvorseni är en tvåvingeart som beskrevs av Caspers 1990. Eukiefferiella halvorseni ingår i släktet Eukiefferiella och familjen fjädermyggor. Inga underarter finns listade i Catalogue of Life.